# Thông Tiêu

Vị trí tại Miêu Lật

Thông Tiêu (tiếng Trung: 通霄鎮; bính âm: Tōngxiāo Zhèn, Pe̍h-ōe-jī: Thong-siau-tìn) là một trấn của huyện Miêu Lật, tỉnh Đài Loan, Trung Hoa Dân Quốc (Đài Loan). Trấn nằm ở ven biển và có địa hình cao dần về phía đông. Tổng diện tích của Thông Tiêu là 107,7680 km², dân số vào tháng 8 năm 2011 là 37.687 người thuộc 11.396 hộ gia đình, mật độ cư trú đạt 349,7 người/km².